# Spökjakt
Spökjakt är en svensk tv-serie som sändes förs på Discovery+ och sedermera på Max, vilket är en spinoff på Jocke & Jonnas samt Laxton Ghosts material på Youtube. Serien finns i sex säsonger.
Teamet, som består av Joakim Lundell (säsong 1-6), Jonna Lundell (säsong 1-6), Johanna Öholm (säsong 3-4 & 6) samt Danjal Kanani (säsong 1-6) får stöd av Tony Martinsson  (säsong 1-6) och Niclas Laaksonen  (säsong 1-6) från Laxton Ghost, samt ett medium (i säsong 1 och 2 samt säsong 4 och 5 Andreas Österlund, i säsong 5 Jenny Hamrén Österlund, i säsong 3 Serafia Andersson samt i säsong 6 Pierre Hesselbrandt).
Spökjakt vann Kristallen 2020 för Årets program samt Tittarnas favoritprogram 2021, 2022, 2023 och 2024.

## Säsongsinformation
| - Loftus Hall (Irland) (1) - Heilstätte Grabowsee (Tyskland) (2) - Houska Castle (Tjeckien) (3) | - Athelhampton House (England) (4) - Ancient Ram Inn (England) (5) - Karostafängelset (Lettland) (6) |

| - Joakim Lundell - Jonna Lundell - Danjal Kanani | - Tony Martinsson - Niclas Laaksonen |

| - Borgvattnets prästgård (1) - Österbybruks herrgård (2) - Näsby slott (3) | - Kullaberg (4) - Bäckaskogs kloster (5) - Frammegården (6) |

| - Joakim Lundell - Jonna Lundell - Danjal Kanani | - Tony Martinsson - Niclas Laaksonen |

| - Målilla sanatorium (1) - Norrsvedje gästgiveri (2) - Stora Takstens (3) | - Blombacka herrgård (4) - Verkön (5) - Bogesunds slott (6) |

| - Joakim Lundell - Jonna Lundell - Johanna Öholm | - Danjal Kanani - Tony Martinsson - Niclas Laaksonen |

| - Hoia Forest i (Rumänien) (1) - Château de Fougeret (Frankrike) (2) - Klostret Lucedio (Italien) (3) | - Villa Oldofredi Tadini (Italien) (4) - Waldlust Hotel (Tyskland) (5) - Jelén-Rynek 24 (Polen) (6) |

| - Joakim Lundell - Jonna Lundell - Johanna Öholm | - Danjal Kanani - Tony Martinsson - Niclas Laaksonen |

| - Graiseley Old Hall (1) - 30 East Drive (2) - Frimurartemplet på Queen Street (3) - Bannockburn House (4) | - Prästgården i Sharon (5) - Svartmunkklostret i Gloucester (6) - Sjukhuset i Bron-y-Garth (7) |

| - Joakim Lundell - Jonna Lundell | - Danjal Kanani - Tony Martinsson - Niclas Laaksonen |

| - Ancient Ram Inn (England) (1) - Villa Oldofredi Tadini (Italien) (2) - Houska Castle (Tjeckien) (3) | - Österbybruks herrgård (4) - Frammegården (5) - Lundellhuset (6) |

| - Joakim Lundell - Jonna Lundell - Johanna Öholm | - Danjal Kanani - Tony Martinsson - Niclas Laaksonen |

## Säsonger och avsnitt
| Säsong 1 (2019–2020) ˇ |               |                      |          |                  |
| I den första säsongen av Spökjakt där teamet får hjälp av mediumet Andreas Österlund besöker de följande hemsökta platser i Europa: |               |                      |          |                  |
| Nr i serien | Nr i säsongen | Besökt plats         | Land     | Sändningsdatum   |
| 1 | 1             | Loftus Hall          | Irland   | 13 december 2019 |
| 2 | 2             | Heilstätte Grabowsee | Tyskland | 13 december 2019 |
| 3 | 3             | Houska Castle        | Tjeckien | 20 december 2019 |
| 4 | 4             | Athelhampton House   | England  | 27 december 2019 |
| 5 | 5             | Ancient Ram Inn      | England  | 3 januari 2020   |
| 6 | 6             | Karostafängelset     | Lettland | 10 januari 2020  |

| Säsong 2 (2020) ˇ |               |                                   |         |                |
| En uppföljare på den första säsongen. Även i denna säsong får teamet hjälp av mediumet Andreas Österlund. Ursprungsplanen var att teamet skulle besöka hemsökta platser i USA, men på grund av coronapandemin så fick detta skjutas på och istället blev det en resa i Sverige, närmare bestämt till följande platser: |               |                                   |         |                |
| Nr i serien | Nr i säsongen | Besökt plats                      | Land    | Sändningsdatum |
| 7 | 1             | Borgvattnets prästgård            | Sverige | 19 juni 2020   |
| 8 | 2             | Österbybruks herrgård             | Sverige | 19 juni 2020   |
| 9 | 3             | Näsby slott                       | Sverige | 26 juni 2020   |
| 10 | 4             | Kullaberg                         | Sverige | 3 juli 2020    |
| 11 | 5             | Bäckaskogs kloster                | Sverige | 10 juli 2020   |
| 12 | 6             | Frammegården                      | Sverige | 17 juli 2020   |
| 13 | 7             | Vad var det som hände egentligen? | -       | 24 juli 2020   |

| Säsong 3 (2021) ˇ |               |                       |         |                |
| En tredje säsong, där teamet besökte fler påstått hemsökta platser i Sverige hade premiär den 25 juni 2021 på Discovery+. Under säsongen reste teamet tillsammans med mediumet Serafia Andersson till följande platser: |               |                       |         |                |
| Nr i serien | Nr i säsongen | Besökt plats          | Land    | Sändningsdatum |
| 14 | 1             | Målilla sanatorium    | Sverige | 25 juni 2021   |
| 15 | 2             | Norrsvedje gästgiveri | Sverige | 25 juni 2021   |
| 16 | 3             | Stora Takstens        | Sverige | 2 juli 2021    |
| 17 | 4             | Blombacka herrgård    | Sverige | 9 juli 2021    |
| 18 | 5             | Verkön                | Sverige | 16 juli 2021   |
| 19 | 6             | Bogesunds slott       | Sverige | 23 juli 2021   |
| 20 | 7             | Vad hände egentligen? | -       | 30 juli 2021   |

| Säsong 4 (2022) ˇ |               |                       |           |                  |
| En fjärde säsong där teamet återigen fick hjälp av mediumet Andreas Österlund släpptes mellan sommaren och tidig höst 2022 och platserna teamet besökte var följande: |               |                       |           |                  |
| Nr i serien | Nr i säsongen | Besökt plats          | Land      | Sändningsdatum   |
| 21 | 1             | Hoia Forest           | Rumänien  | 5 augusti 2022   |
| 22 | 2             | Château de Fougeret   | Frankrike | 5 augusti 2022   |
| 23 | 3             | Waldlust Hotel        | Tyskland  | 12 augusti 2022  |
| 24 | 4             | Jelén-Rynek 24        | Polen     | 19 augusti 2022  |
| 25 | 5             | Klostret Lucedio      | Italien   | 26 augusti       |
| 26 | 6             | Villa Oldofredi       | Italien   | 2 seotember 2022 |
| 27 | 7             | Vad hände egentligen? | -         | 9 september 2022 |

| Säsong 5 (2023) ˇ |               |                                 |                 |                  |
| En femte säsong där teamet fick hjälp av medierna Andreas Österlund och Jenny Hamrén släpptes hösten 2023 och denna gång besöktes hemsökta platser på de brittiska öarna. Platserna besöktes var följande: |               |                                 |                 |                  |
| Nr i serien | Nr i säsongen | Besökt plats                    | Land            | Sändningsdatum   |
| 28 | 1             | Graiseley Old Hall              | Brittiska öarna | 1 oktober 2023   |
| 29 | 2             | 30 East Drive                   | Brittiska öarna | 8 oktober 2023   |
| 30 | 3             | Frimurartemplet på Queen Street | Brittiska öarna | 15 oktober 2023  |
| 31 | 4             | Bannockburn House               | Brittiska öarna | 22 oktober 2023  |
| 32 | 5             | Prästgården i Sharon            | Brittiska öarna | 29 oktober 2023  |
| 33 | 6             | Svartmunkklostret i Gloucester  | Brittiska öarna | 5 november 2023  |
| 34 | 7             | Sjukhuset i Bron-y-Garth        | Brittiska öarna | 12 november 2023 |
| 35 | 8             | Vad hände egentligen?           | -               | 19 november 2023 |

| Säsong 6 (2024) ˇ |               |                        |          |                  |
| En sjätte säsong där teamet fick hjälp av mediumet Pierre Hesselbrandt släpptes hösten 2024 och denna gång åker teamet tillbaka till de allra värsta platserna i spökjakts historia närmare bestämt till följande platser: |               |                        |          |                  |
| Nr i serien | Nr i säsongen | Besökt plats           | Land     | Sändningsdatum   |
| 36 | 1             | Ancient Ram Inn        | England  | 1 oktober 2024   |
| 37 | 2             | Villa Oldofredi Tadini | Italien  | 8 oktober 2024   |
| 38 | 3             | Houska Castle          | Tjeckien | 15 oktober 2024  |
| 39 | 4             | Österbybruks herrgård  | Sverige  | 22 oktober 2024  |
| 40 | 5             | Frammegården           | Sverige  | 29 oktober 2024  |
| 41 | 6             | Lundellhuset           | Sverige  | 5 november 2024  |
| 42 | 7             | Vad hände egentligen?  | -        | 12 november 2024 |